# تليفون (أغنية)
«تلفون» (بالإنجليزية: "Telephone")‏ هي أغنية للفنانة الأمريكية ليدي غاغا من ألبومها الاستديو الثاني 'وحش الشهرة'، مع فنانة الريذم أند بلوز الأميركية بيونسيه نولز.
فكرة الأغنية الأساسية هي خوف غاغا من عدم استطاعتها الاستمتاع بحياتها بسبب تفانيها لعملها. كلمات الأغنية تصور المغنية مفضلة التواجد على حلبة الرقص بدلاً من الرد على مكالمات حبيبها. وقالت غاغا أن الحبيب في الأغنية هو في الحقيقة شخص في رأسها يقول لها أن تتابع عملها. تحوي الأغنية جسراً موسيقياً ومقطع راب وإبيلوج حيث ينقطع الخط. تظهر نولز في منتصف الأغنية حيث تغني مقطعها بسرعة كبيرة، مصحوبة بإيقاعات مزدوجة.
نالت «تلفون» إعجاب النقاد الذين عبروا عنها بأنها أغنية ساطعة من 'وحش الشهرة'، ووصلت الأغنية إلى أعلى مراكز سباق الأغاني في بلجيكا والدانمارك وإيرلندا والنرويج والمملكة المتحدة

## خلفية
كتبت الأغنية في البداية من أجل بريتني سبيرز بالتعاون مع رودني جيركينز، لكن شركة بريتني رفضتها، وغنتها غاغا مع بيونسيه من 'وحش الشهرة' بعد ذلك. قالت غاغا: «كتبت الأغنية من أجلها منذ وقت بعيد ولم تستخدمها من أجل ألبومها. لا بأس لأني أحب الأغنية كثيراً والآن سأستطيع تأديتها».

## الموسيقى التصويرية
صور الفيديو كليب في 28 يناير 2010، وأخرجه جوناس أكرلاند. والكليب عبارة عن جزء ثانٍ لكليب بابارازي، وطوله يبلغ أكثر من تسع دقائق.
يبدأ الكليب من حيث انتهى 'بابارازي'، كان قد تم اعتقال غاغا بسبب قتلها لحبيبها بدس السم في شرابه. يتم أخذها إلى سجن نسائي، وتقودها إلى زنزانتها حارستين، حيث يخلعان ملابسها ويتركانها واقفة عارية ليسخر منها السجناء الآخرون. إحدى الحارسات تعلق "قلت لك أن ليس لديها قضيباً، إشارة إلى الإشاعات التي تقول أن ليدي غاغا خنثى. لمدة ثلاث دقائق يظهر الكليب نشاطات غاغافي السجن-من ضمنها تقبيل امرأة أخرى في باحة التمرين، ارتداء غاغا نظارات شمسية مصنوعة من سيجارات تم تدخين نصفها فقط، وقتال فتيات في المفوضية. بعد ذلك ترد غاغا على مكالمة من بيونسيه، وتبدأ بغناء الأغنية. تؤدي المقطع الأول من الأغنية واللازمة مع وجود زملاء في السجن أنصاف عراة، بعد ذلك يبدأ الجسر الموسيقي مظهراً غاغا ترتدي شريط "Caution" (الشريط الأصفر الذي تضعه الشرطة عند مسرح الجريمة ومكتوب عليه لا تقترب).
يتم دفع كفالة غاغا وتذهب للقاء بيونسيه في سيارة تدعى الـ «بوسي واغون» (Pussy Wagon). لقب بيونسيه هو «هوني بي» (Honey Bee). بعد عدد من الحوارات بين الاثنتين، تذهبان للقيادة في الصحراء ويتوقفان عند مطعم. تجلس بيونسيه على طاولة مع المغني تايريز غيبسون، ولكنها تمل من غبائه وتقوم بتسميمه، ولكن ذلك لا يقتله كما أملت. يظهر الكليب مقطعاً آخر بعنوان «هيا نصنع شطيرة». تقف غاغا في مطبخ مرتدية شعر مستعار بشكل هاتف على رأسها، وراقصين يحومون ورائها، وتقوم بصنع شطيرة وأكلها، بعد رقصة موجزة. في ذلك الحين، تقوم بمزج السم مع جميع الأطباق التي تحضرها مؤدياً ذلك لقتل غيبسون وكل الشخصيات الأخرى في المطعم من ضمنها كلبها لافا. تؤدي غاغا وبيونسيه بعد ذلك رقصة حيث ترتدي كل منهما علماً أمريكياً بطريقتها الخاصة حول الجثث الميتة. ثم تقودان بعد ذلك السيارة على أوتوستراد في حين أن مراسل صحفي (يؤدي دوره جاي رودريغيز) يبلغ عن القتلى. اللقطات الأخيرة تظهر غاغا وبيونسيه تقودان السيارة في الصحراء والشرطة خلفهما. ينتهي الكليب بعبارة «يتبع...».